# 2015年7月日本

## 7月3日
- 陽光動力號於夏威夷時間早上5:55分成功降落Kalaeloa機場（英语：Kalaeloa Airport），以4天21小時52分完成從日本名古屋到美國夏威夷7,212公里的航程[1]。

## 7月11日
- 日本电玩公司任天堂社长岩田聪因胆管肿瘤病逝，享年55岁。[2]

## 7月21日
- 日本東芝公司因爆發虛報利潤的會計醜聞，社長已請辭下台[3]。

## 7月23日
- 《日本經濟新聞》以1600億日圓的價格收購英國《金融時報》[4]。

## 7月29日
- 日本藝術家會田誠向法新社披露，他在東京當代藝術博物館展示的一件影像裝置作品因諷刺日本首相安倍晉三的歷史觀而慘遭館方以「兒童不宜」為由要求撤下，他質疑此事牽涉「政治因素」。這件影像裝置作品是會田誠「扮演」安倍晉三，用蹩腳的英語向中國、韓國以及其他遭受日本侵略的亞洲國家「真誠道歉」：「我們開始效仿其他列強，對……周邊國家實行殖民統治、發動侵略戰爭」，「我們凌辱、傷害、殺害了許多人……我很抱歉！」[5]